# Bâgești (okręg Aluta)
Bâgești – wieś w Rumunii, w okręgu Aluta, w gminie Făgețelu. W 2011 roku liczyła 155 mieszkańców.